# (32614) Hacegarcia
(32614) Hacegarcia est un astéroïde de la ceinture principale.

## Description
(32614) Hacegarcia est un astéroïde de la ceinture principale. Il fut découvert le 20 août 2001 à Socorro (Nouveau-Mexique) par le projet LINEAR. Il présente une orbite caractérisée par un demi-grand axe de 2,38 UA, une excentricité de 0,08 et une inclinaison de 7,3° par rapport à l'écliptique.